# Араос, Мерседес
Мерседес Росальба Араос Фернандес (исп. Mercedes Rosalba Aráoz Fernández; род. 5 августа 1961 года в округе Хесус-Мария, Лима, Перу) — перуанский экономист, профессор университета, политический и государственный деятель. С 17 сентября 2017 по 2 апреля 2018 года была Председателем Совета министров Перу.

## Образование
Окончила Школу Святой Марии в районе Магдалена-дель-Мар перуанской столицы Лима. Изучала экономику в Тихоокеанском университете. Затем училась в аспирантуре Университета Майами, где получила степень магистра экономики.
Араос была координатором магистерских программ в области финансов Высшей школы Тихоокеанского университета (Перу). Директор и редактор журнала Punto de Equilibrio, член Комиссии по контролю за выбросами и субсидиями INDECOPI.

## Карьера
Араос была доцентом по международной экономике в Тихоокеанском университете и членом Исследовательского центра этого университета. Она также является профессором Дипломатической академии Перу. Во время своей профессиональной карьеры она занимала пост Председателя Комиссии по содействию экспорту и туризму (PROMPERU), Вице-президента Совета национальной конкурентоспособности (PERU COMPITE) и директора Агентства по поощрению частных инвестиций (PROMPERU).
В 2005 году, как исполнительный директор Совета национальной конкурентоспособности, разработала Национальный план конкурентоспособности Перу. Ранее в качестве советника заместителя министра внешней торговли была членом команды по переговорам по соглашению о свободной торговле между Перу и США.
Араос была председателем переговорной группы по политике в области конкуренции в Зоне свободной торговли в Северной и Южной Америке (FTAA), а также председателем переговорной группы по антидемпинговым и компенсационным обязанностям в FTAA. Она также была вице-президентом Комиссии по контролю за сбросами и субсидиями Национального института защиты конкуренции и защиты интеллектуальной собственности (INDECOPI), консультантом нескольких международных организаций, таких как Всемирный банк, Межамериканский банк развития, Андская корпорация развития и ЮНКТАД.
В ноябре 2011 года Араос была назначена представителем Межамериканского банка развития в Мексике и занимала эту должность с 1 января 2012 до 2015 года.

## Правительственные посты
28 июля 2006 года Араос была назначена министром внешней торговли и туризма президентом Аланом Гарсиа. За время своего пребывания в должности она вела переговоры о свободной торговле с США, Канадой, Сингапуром, Европейским союзом, Китаем, Японией, Корейской Республикой, Таиландом и Чили.
Среди достижений её руководства в секторе туризма выделяют кампанию по признанию Мачу-Пикчу среди новых семи чудес света. Она занимала эту должность в кабинетах премьер-министров Хорхе дель Кастильо и Еуде Симона. 10 июля 2009 года покидает этот пост.
На всеобщих выборах 2016 года была избрана в Конгресс Республики Перу от правоцентристской партии «Перуанцы за перемены». На тех же выборах она была избрана вторым вице-президентом Республики в списке, возглавляемом президентом Педро Пабло Кучински. Он же назначил её и главой правительства. При новом президенте Араос получила должность первого вице-президента.
30 сентября 2019 года Конгресс Перу, в результате государственного кризиса, назначил её временным президентом. На следующий день Араос, чтобы снять напряжение в стране, подала в отставку с поста вице-президента.